# Aula Regia
Aula Règia o Aula Regis (en llatí "atri, saló o sala del rei"), era la gran sala, sala de recepcions o saló del tron de la Domus Flavia, el Palau de Domicià al Palatí romà. Forma part del conjunt monumental que ha estat declarat patrimoni de la humanitat per la Unesco. Aula règia és el topònim de Zbraslav, una zona de Praga anomenada en alemany Königsaal (sala del rei), localitat que va donar nom al cronicó bohemi del segle xiv titulat Chronicon Aulae regiae (en alemany Königsaaler Chronik o Zbraslaver Chronik), de Pere de Zittau.
Per metonímia, el nom es va donar a una institució consultiva de les monarquies germàniques de l'alta edat mitjana, independentment del lloc on es reunís. Particularment desenvolupada va ser la del regne visigot de Toledo, que també rebia les denominacions de consilium o consilium registre (consell o consell real), senatus (senat), Palatium registre (palau o casa del rei) o d'officium palatinum (ofici de palau), termes de vegades identificables, encara que també designaven cossos més restringits, sent l'aula l'assemblea més nombrosa. La seva composició, que alguns reis (especialment Leovigild) van procurar controlar, va variar amb el temps, encara que comprenia en tot cas als principals dignataris (maiores, magnats o seniores). En la mesura que la monarquia era electiva, la funció d'aquesta institució era transcendental, ja que incloïa la designació dels propis reis a més de l'assessorament legislatiu, judicial, polític i militar de les decisions que prenia el rei, com corresponia a la tradició germànica del thing o assemblea de guerrers lliures (que va sobreviure a Islàndia amb el nom de Althing).
Hereus d'aquesta institució mixta romà-germànica van ser tant la cort règia entesa com a conjunt de cortesans i de funcionaris al voltant de les monarquies feudals com les institucions parlamentàries medievals (Reichstag o dieta del Sacre Imperi, Cort Comtal Corts Catalanes o Corts d'Aragó, òrgans dels la Corona d'Aragó, parlament anglès, Estats Generals de França, etc.) i les institucions judicials (Cúria Registre, parlaments francesos, audiències i cancelleries castellanes, etc.).
S'han identificat com a Aula Regis sales en els palaus carolingis d'Aquisgrà i Ingelheim de finals del segle viii i començaments del segle ix. Ramir I d'Astúries va manar construir la seva Aula Regis com a part d'un complex palatí major, als afores de la ciutat d'Oviedo. La desaparició d'altres parts va deixar l'edifici aïllat i va ser convertit en església (Santa María del Naranco, any 850).

## Galeria

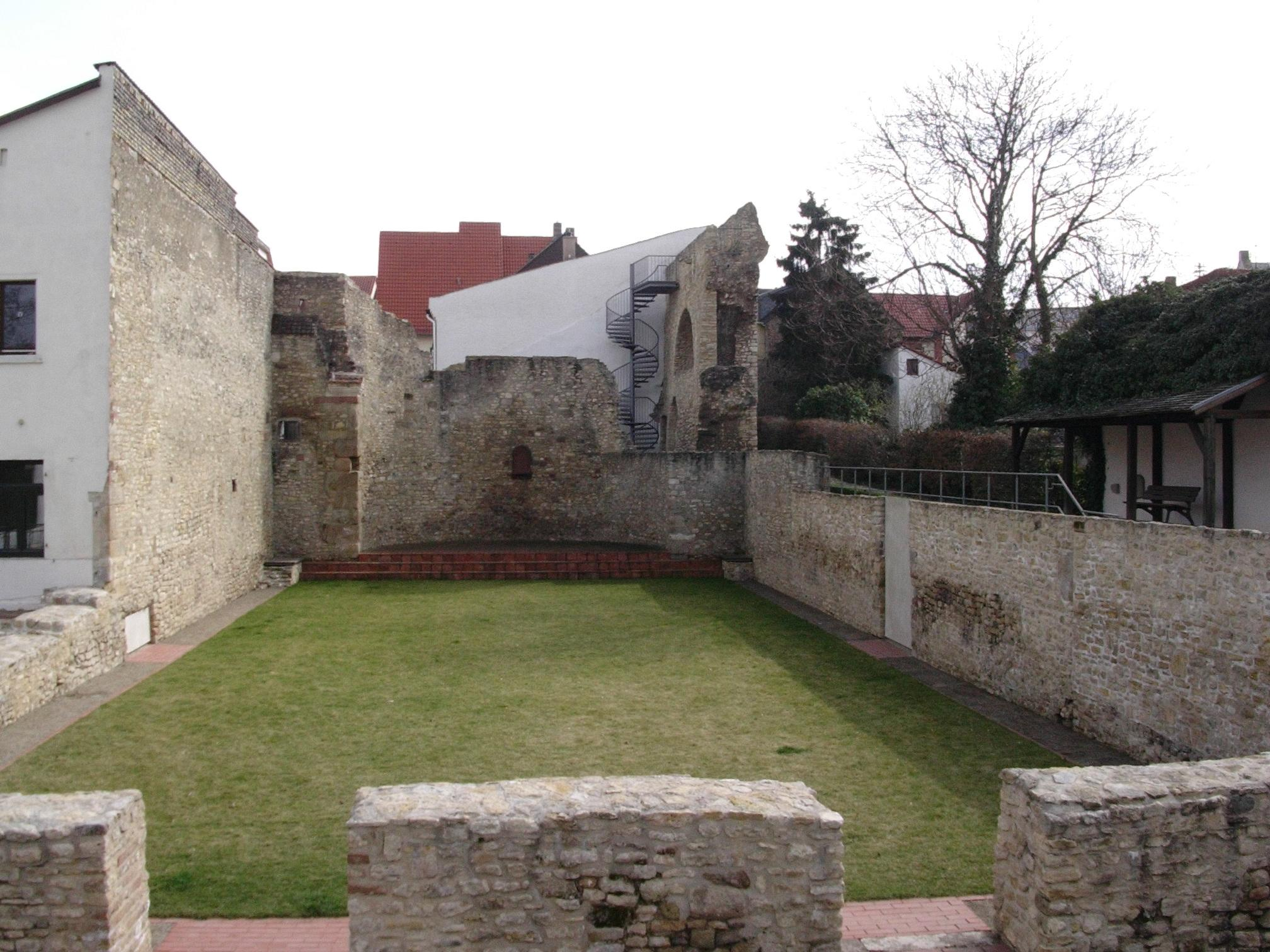
Restes del Aula Règia, Ingelheim.
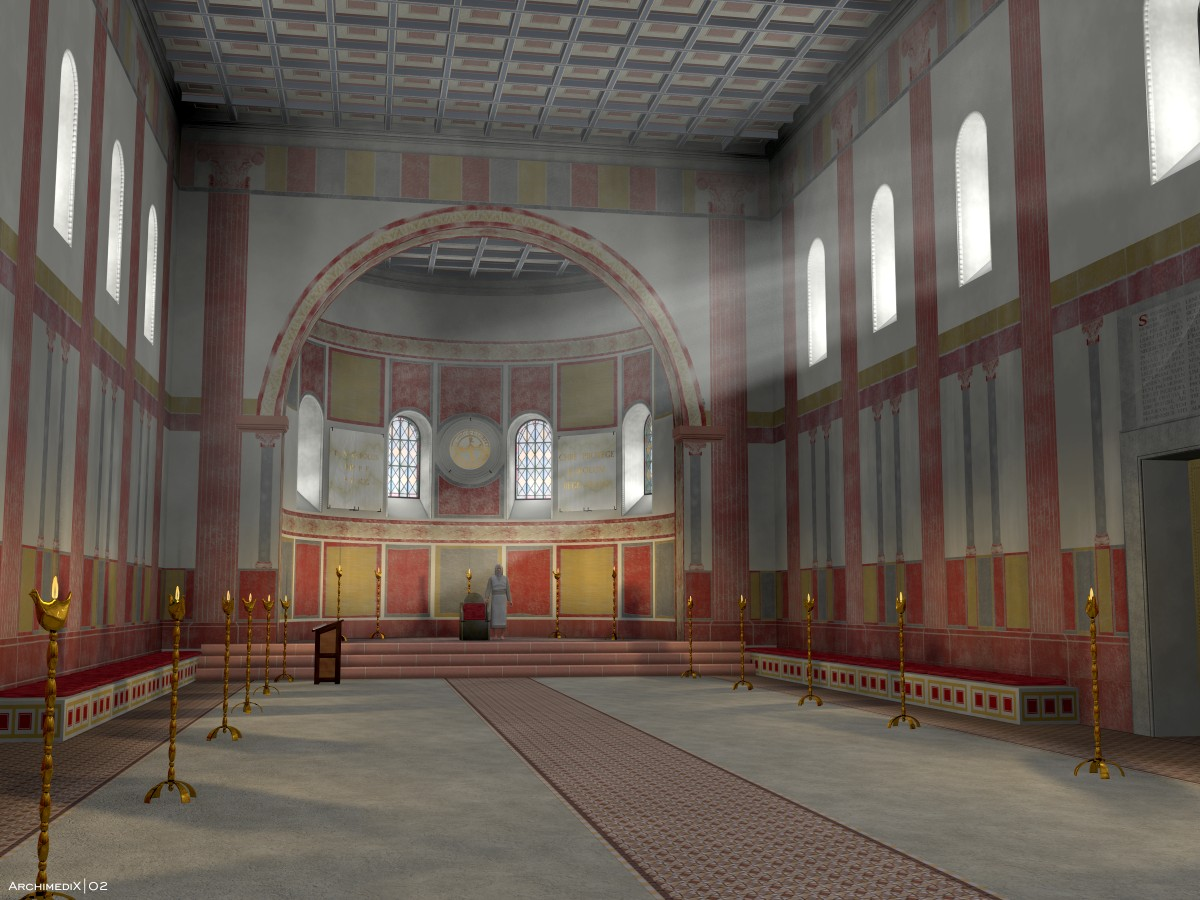
Reconstrucció digital del Aula Règia d'Ingelheim
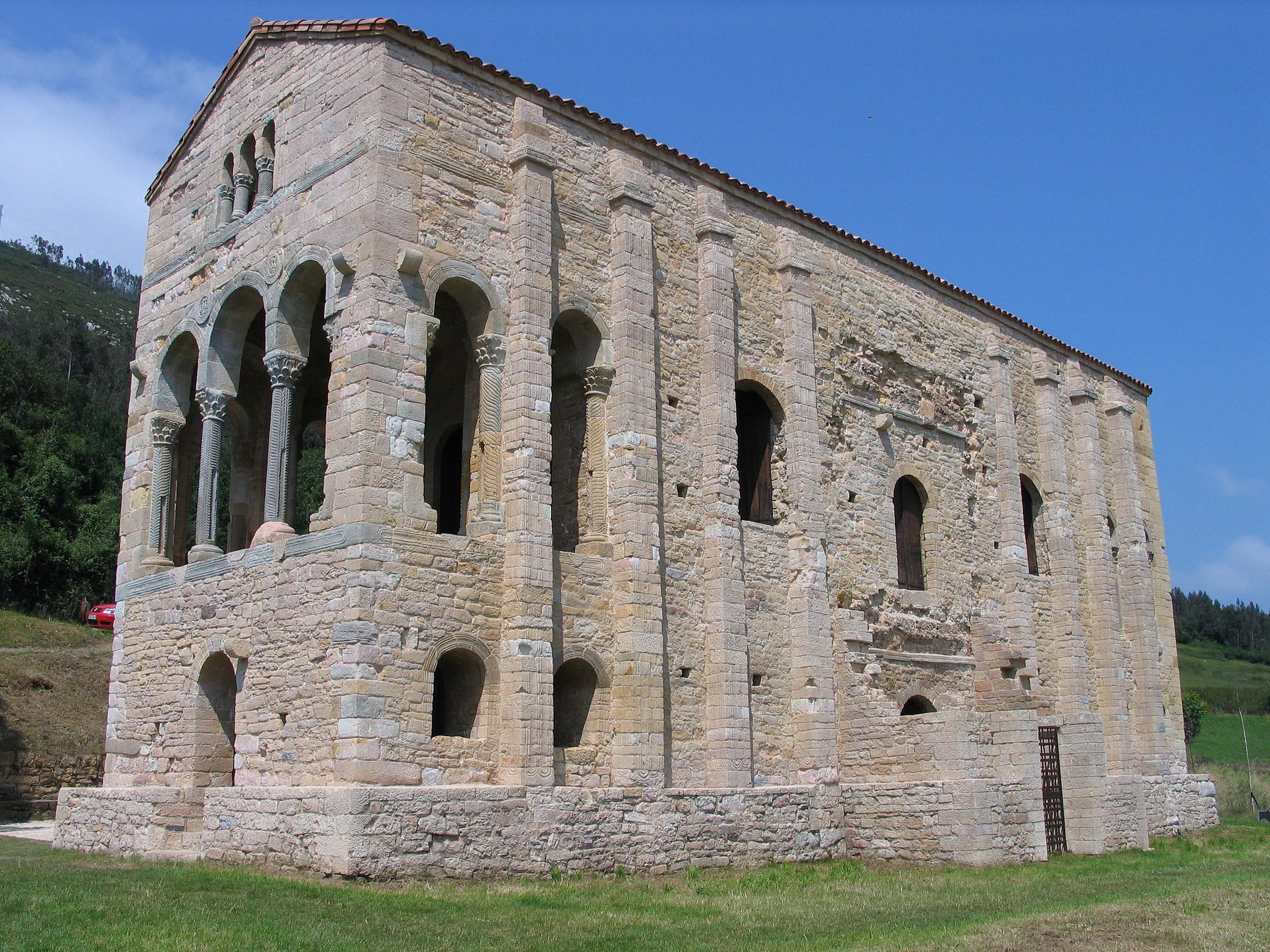
Santa María del Naranco, Oviedo
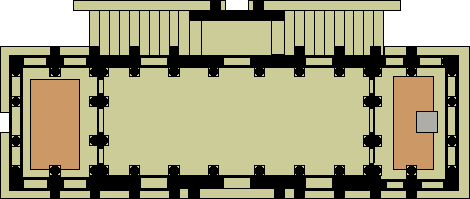
Planta de Santa María del Naranco
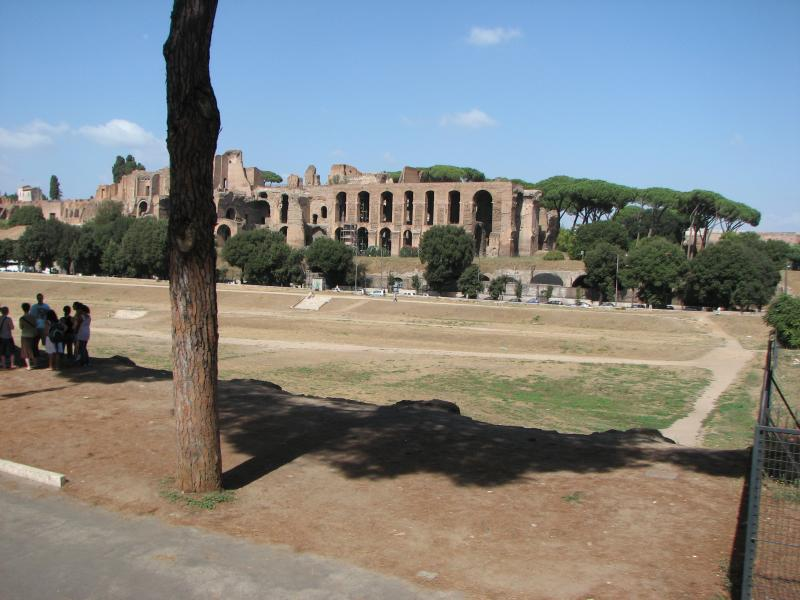
Domus Flavia, Roma
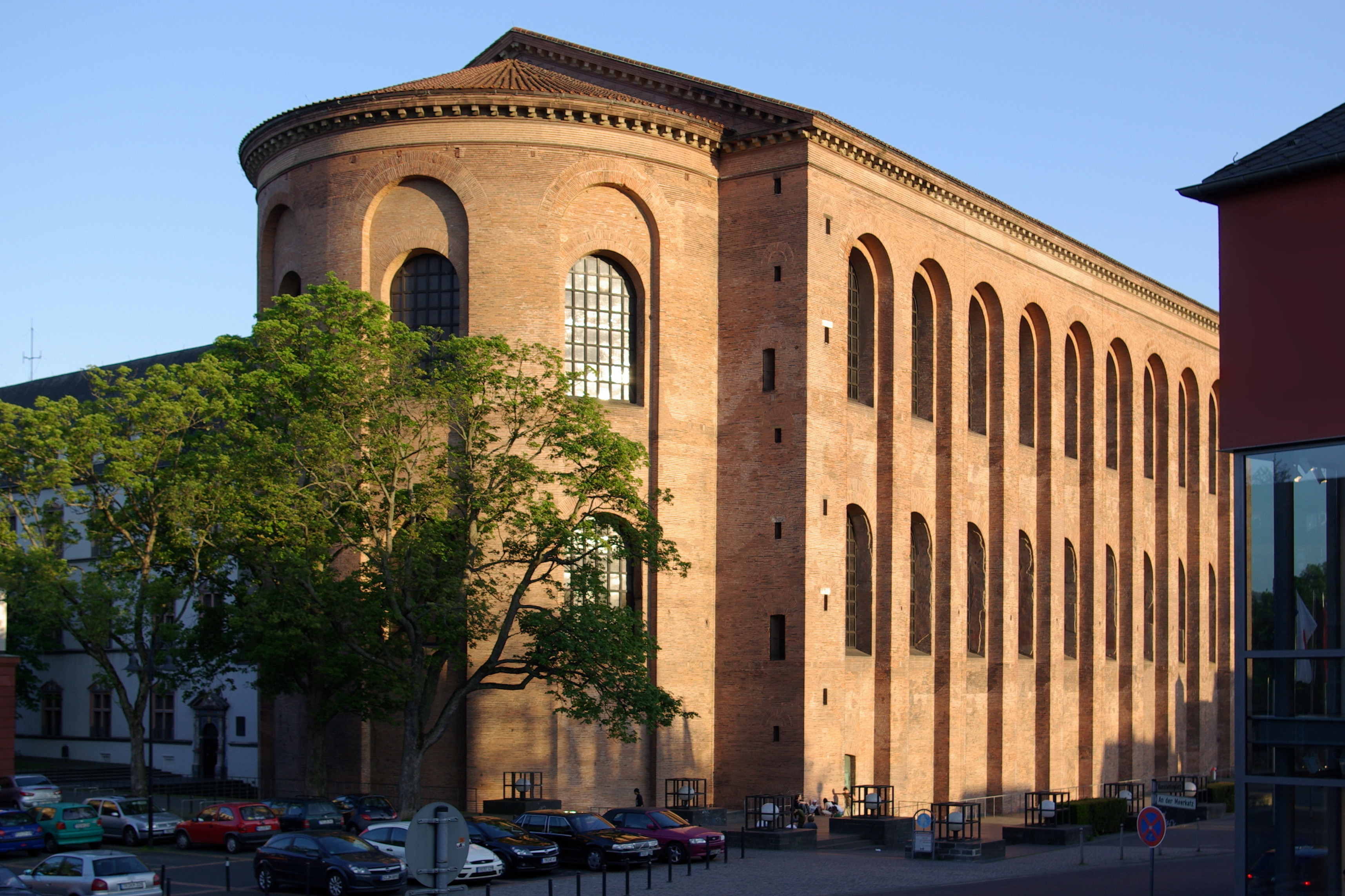
Basílica de Constantí, Trèveris
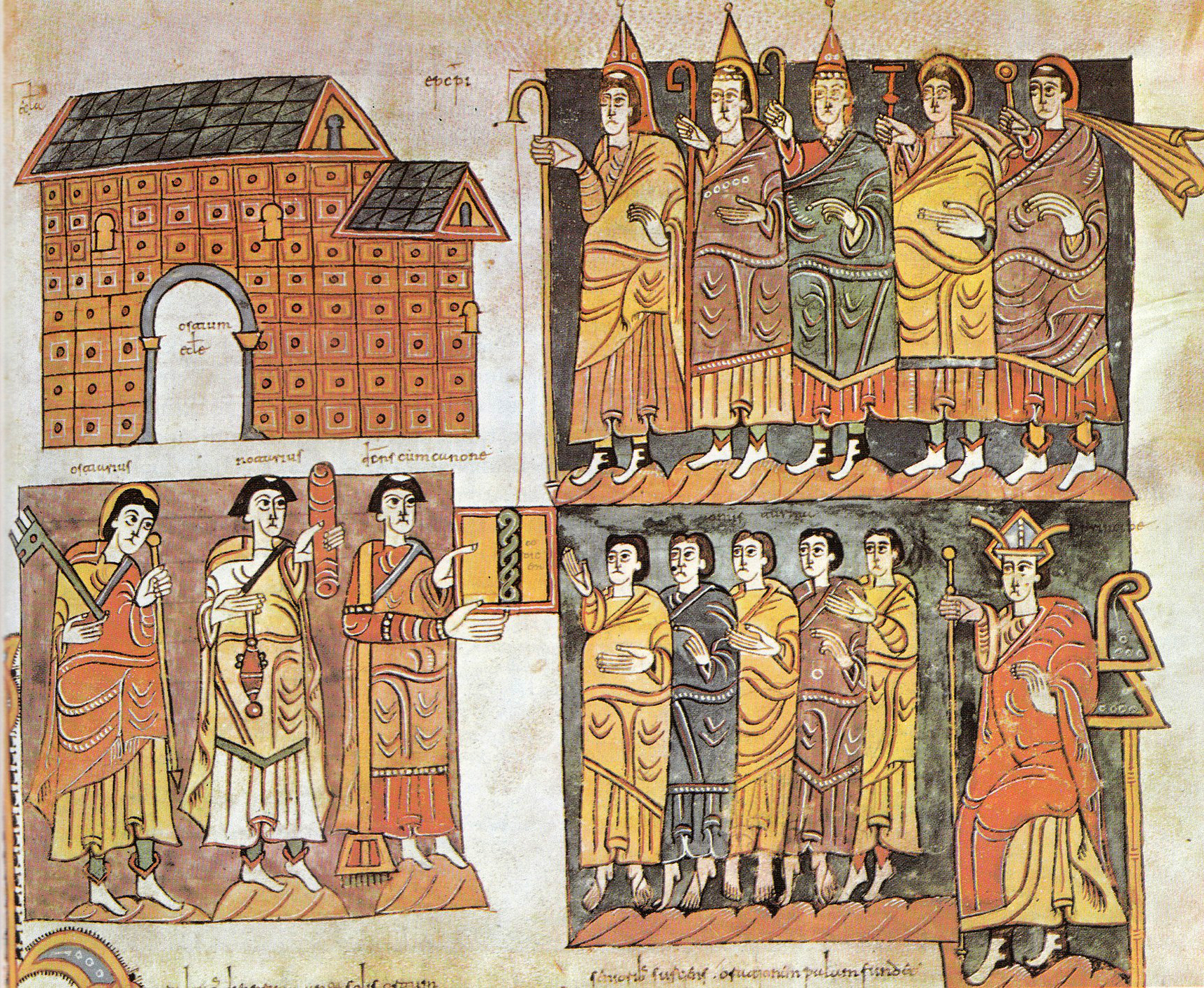
Eclesiàstics i laics hispanovisigots van a una assemblea al Toledo visigòtic. Codex Vigilanus.